# 헬라스 분지
헬라스 분지는 화성의 남반구에 위치있는 대략 원형 충돌 분지에 위치해있는 평야이다. 헬라스는 두번째, 아니면 세번째로 태양계에서 가장 큰 충돌구이고, 육안 관측이 가능한 가장 큰 충돌구이다. 이 충돌구의 깊이는 최저 7152m이며, 이는 달의 남극점-에이트켄 분지에 비해 3000m 더 깊고, 지름은 최대 서쪽에서 동쪽으로 2300여km까지 뻗어나간다. 중앙점은 남위 42° 24′ 동경 70° 30′ / 남위 42.4°  동경 70.5° 이다.

## 같이 보기
- 화성의 대기
- 사구